# Harcourt (Eure)
Harcourt és un municipi francès situat al departament de l'Eure i a la regió de Normandia. L'any 2007 tenia 907 habitants.

## Demografia

### Població
El 2007 la població de fet d'Harcourt era de 907 persones. Hi havia 276 famílies, de les quals 60 eren unipersonals (28 homes vivint sols i 32 dones vivint soles), 96 parelles sense fills, 108 parelles amb fills i 12 famílies monoparentals amb fills.
La població ha evolucionat segons el següent gràfic:
Habitants censats

### Habitatges
El 2007 hi havia 339 habitatges, 288 eren l'habitatge principal de la família, 29 eren segones residències i 22 estaven desocupats. 332 eren cases i 5 eren apartaments. Dels 288 habitatges principals, 230 estaven ocupats pels seus propietaris, 55 estaven llogats i ocupats pels llogaters i 3 estaven cedits a títol gratuït; 2 tenien una cambra, 12 en tenien dues, 42 en tenien tres, 88 en tenien quatre i 144 en tenien cinc o més. 210 habitatges disposaven pel capbaix d'una plaça de pàrquing. A 141 habitatges hi havia un automòbil i a 123 n'hi havia dos o més.

### Piràmide de població
La piràmide de població per edats i sexe el 2009 era:
| Homes | Edats   | Dones |
| ----- | ------- | ----- |
| 4     | 95 o +  | 12    |
| 4     | 90 a 94 | 44    |
| 8     | 85 a 89 | 64    |
| 0     | 80 a 84 | 20    |
| 16    | 75 a 79 | 16    |
| 20    | 70 a 74 | 40    |
| 20    | 65 a 69 | 32    |
| 24    | 60 a 64 | 16    |
| 8     | 55 a 59 | 20    |
| 20    | 50 a 54 | 24    |
| 24    | 45 a 49 | 20    |
| 28    | 40 a 44 | 20    |
| 44    | 35 a 39 | 52    |
| 28    | 30 a 34 | 28    |
| 28    | 25 a 29 | 36    |
| 16    | 20 a 24 | 8     |
| 32    | 15 a 19 | 44    |
| 36    | 10 a 14 | 16    |
| 20    | 5 a 9   | 24    |
| 20    | 0 a 4   | 24    |

## Economia
El 2007 la població en edat de treballar era de 490 persones, 330 eren actives i 160 eren inactives. De les 330 persones actives 302 estaven ocupades (177 homes i 125 dones) i 28 estaven aturades (12 homes i 16 dones). De les 160 persones inactives 68 estaven jubilades, 36 estaven estudiant i 56 estaven classificades com a «altres inactius».

### Ingressos
El 2009 a Harcourt hi havia 305 unitats fiscals que integraven 795 persones, la mediana anual d'ingressos fiscals per persona era de 17.650 €.

### Activitats econòmiques
Dels 25 establiments que hi havia el 2007, 1 era d'una empresa alimentària, 8 d'empreses de construcció, 6 d'empreses de comerç i reparació d'automòbils, 1 d'una empresa de transport, 2 d'empreses d'hostatgeria i restauració, 1 d'una empresa immobiliària, 3 d'empreses de serveis, 2 d'entitats de l'administració pública i 1 d'una empresa classificada com a «altres activitats de serveis».
Dels 9 establiments de servei als particulars que hi havia el 2009, 1 era una oficina de correu, 1 taller de reparació d'automòbils i de material agrícola, 2 guixaires pintors, 2 fusteries, 1 lampisteria, 1 electricista i 1 perruqueria.
Dels 2 establiments comercials que hi havia el 2009, 1 era una botiga de més de 120 m² i 1 una botiga de menys de 120 m².
L'any 2000 a Harcourt hi havia 17 explotacions agrícoles que ocupaven un total de 945 hectàrees.

## Equipaments sanitaris i escolars
L'únic equipament sanitari que hi havia el 2009 era una farmàcia.
El 2009 hi havia una escola elemental.

## Poblacions més properes
El següent diagrama mostra les poblacions més properes.